# Cikložiro
Cikložiro ali Ciklokopter je tip zrakoplova, ki uporablja cikloidne rotorje, ki se vrtijo okrog horizontalne osi in proizvajajo vzgon in potisk. Zrakoplovi te vrste so sposobni vertikalnega vzleta in pristanka - VTOL, podobno kot helikopterji. Podoben zrakoplov je Flettner letalo, ki uporablja drugačen aerodinamični efekt in sicer Magnusov efekt. V 1930ih so zgradili veliko cikložirov, vendar je prvi poletel šele leta 2011
Cikložiro je podoben vodnem kolesu, namesto lopatic ima majhna vzgonska krila. Vpadni kot krilc se spreminja lahko za vse lopatice naenkrat (podobno kot kolektiv pri helikopterju) ali pa vsako krilce posebej. To se doseže s kontrolnim obročem. V normalnem letu naprej, imajo krilca na zgornjih in sprednjih pozicijah pozitivni vpadni kot, tako proizvajajo vzgon in potisk naprej.
Na spodnjem delu imajo negativni negativni ali pa nični vpadni kot, na vseh drugih delih imajo nični vpadni kot, da se ne proizvaja vzgon v druge smeri. Lahko se uporablja diferencialni potisk rotorjev za obračanje okrog vertikalne osi, vendar se la lažja krmiljenje uporabljajo tudi konvencionalne repne površine.
Jonathan Edward Caldwell naj bi bil prvi, ki je patentiral koncept in uporabil termin. Dobil je patent leta 1927, vendar ni poskušal skonstruirati cikložira, namesto tega se je lotil načrtovanja mahokrilcev - ornitopterjev.Veliko drugih inženirjev je poskušalo skonstruirati cikložiro, npr. Schroeder S1 leta 1930, Adolf Rohrbach je izdelal VTOL verzijo leta 1933.  Rahn Aircraft je leta 1935 tudi skonstruiral svoj koncept z dvema 240 KM Wright Whirlwind motorjema. ref>Rahn Aerofiles.</ref>. Leta 1935 je agencija NACA izvedla teste v vetrnem tunelu in ugotovila, da je potrebna precej večja moč od pričakovane. Teoretična predvidevanja so bila precej drugačna od rezultatov v praksi.